# Adelges laricifoliae
Adelges laricifoliae är en insektsart som först beskrevs av Fitch 1858.  Adelges laricifoliae ingår i släktet Adelges och familjen barrlöss. Inga underarter finns listade i Catalogue of Life.